# Сигоње
Сигоње (фр. Cigogné) је насељено место у Француској у региону Центар, у департману Ендр и Лоара.
По подацима из 2011. године у општини је живело 355 становника, а густина насељености је износила 16,29 становника/km².

## Демографија
| 1962. | 1968. | 1975. | 1982. | 1990. | 2011. |
| ----- | ----- | ----- | ----- | ----- | ----- |
| 301   | 282   | 230   | 213   | 256   | 355   |